# Teresa Cristina de Bourbon-Duas Sicílias
Teresa Cristina de Bourbon-Duas Sicílias (em italiano: Teresa Cristina Maria Giuseppa Gaspare Baldassarre Melchiorre Gennara Francesca da Paola Donata Bonosa Andrea d'Avellino Rita Luitgarda Geltruda Venanzia Taddea Spiridione Rocca Matilde di Borbone delle Due Sicilie; Nápoles, 14 de março de 1822 – Porto, 28 de dezembro de 1889), cognominada de "Mãe dos Brasileiros", foi a esposa do Imperador Pedro II e Imperatriz Consorte do Brasil de 1842 até a Proclamação da República do Brasil, em 1889. Nascida como Princesa do Reino das Duas Sicílias, ela era filha do rei Francisco I das Duas Sicílias, pertencente ao ramo italiano da Casa de Bourbon-Duas Sicílias da Casa de Bourbon, e de sua esposa, a infanta Maria Isabel da Espanha, sua mãe era uma das irmãs mais novas de D. Carlota Joaquina de Bourbon, a avó paterna de seu marido o Imperador D. Pedro II. Dona Teresa Cristina, também era neta dos reis da Espanha por parte de sua mãe, Maria Isabel de Bourbon, pertencente ao ramo espanhol da Casa Real Europeia de Bourbon.
Casou por procuração com Pedro II do Brasil em 1842. Existe a narrativa de que Dom Pedro II ficou insatisfeito com aparência simples de sua noiva, ao encontrá-la pela primeira vez, entretanto não condiz com o relato de quem esteve presente ao encontro. Eugênio Rodríguez, oficial da Marinha Napolitana que acompanhou a viagem d'além mar de Dona Teresa Cristina e fez um extenso relato da mesma, registrou que ao se encontrarem, ambos estavam bastante nervosos, e Pedro a abraçou, demonstrando sua ansiedade. Teresa Cristina patrocinou estudos arqueológicos na Itália e ajudou à Imigração italiana no Brasil.
No casamento de Teresa Cristina e Pedro, ao contrário do que se dissemina, havia amor; as cartas de Teresa para Pedro transbordam isso, e Pedro a correspondia, pois mesmo na velhice custavam a se separar. Muito se diz que era passiva, entretanto, dentro do convívio familiar Teresa é tida como "controladora, e quer que tudo vá do seu jeito" como narra sua filha Leopoldina. Há cartas em que Teresa pede desculpas a Pedro pelo seu gênio. Teresa foi criada e educada como uma nobre que era, e os princípios dessa educação era respeito às instituições, consciente de seu papel como Imperatriz, resguardou-se de emitir opiniões, compartilhando suas opiniões sobre política com o marido, o que o auxiliou a tomada de decisões. O que mais contrastava na personalidade de Teresa Cristina era sua amabilidade e simplicidade. Mesmo sendo Imperatriz do Brasil, com uma educação primorosa, conseguia fazer qualquer um ficar à vontade em sua presença. Devido à sua personalidade, era tratada com respeito e a sua posição, na corte e em casa, esteve sempre assegurada. Dos quatro filhos que Teresa Cristina e Pedro tiveram, dois meninos morreram preturamente ainda na infância e sua filha a princesa Leopoldina de Bragança morreu de febre tifóide, precocemente aos 24 anos.
A Família imperial brasileira foi exilada em 1889, depois da Proclamação da República do Brasil por oficiais militares. Ser exilada de sua terra adotiva teve um efeito devastador em sua saúde e em seu espírito. Adoeceu, e em lamentação, morreu de uma paragem cardiorrespiratória no dia 28 de dezembro de 1889, na cidade do Porto, em Portugal. Foi muito amada e respeitada pelos seus súditos, em vida e depois de sua morte, e era respeitada até pelos republicanos que derrubaram o império. Teresa Cristina é bem vista por historiadores por causa de sua personalidade, comportamento irrepreensível e patrocínio da Cultura do Brasil.

## Início de vida

### Nascimento

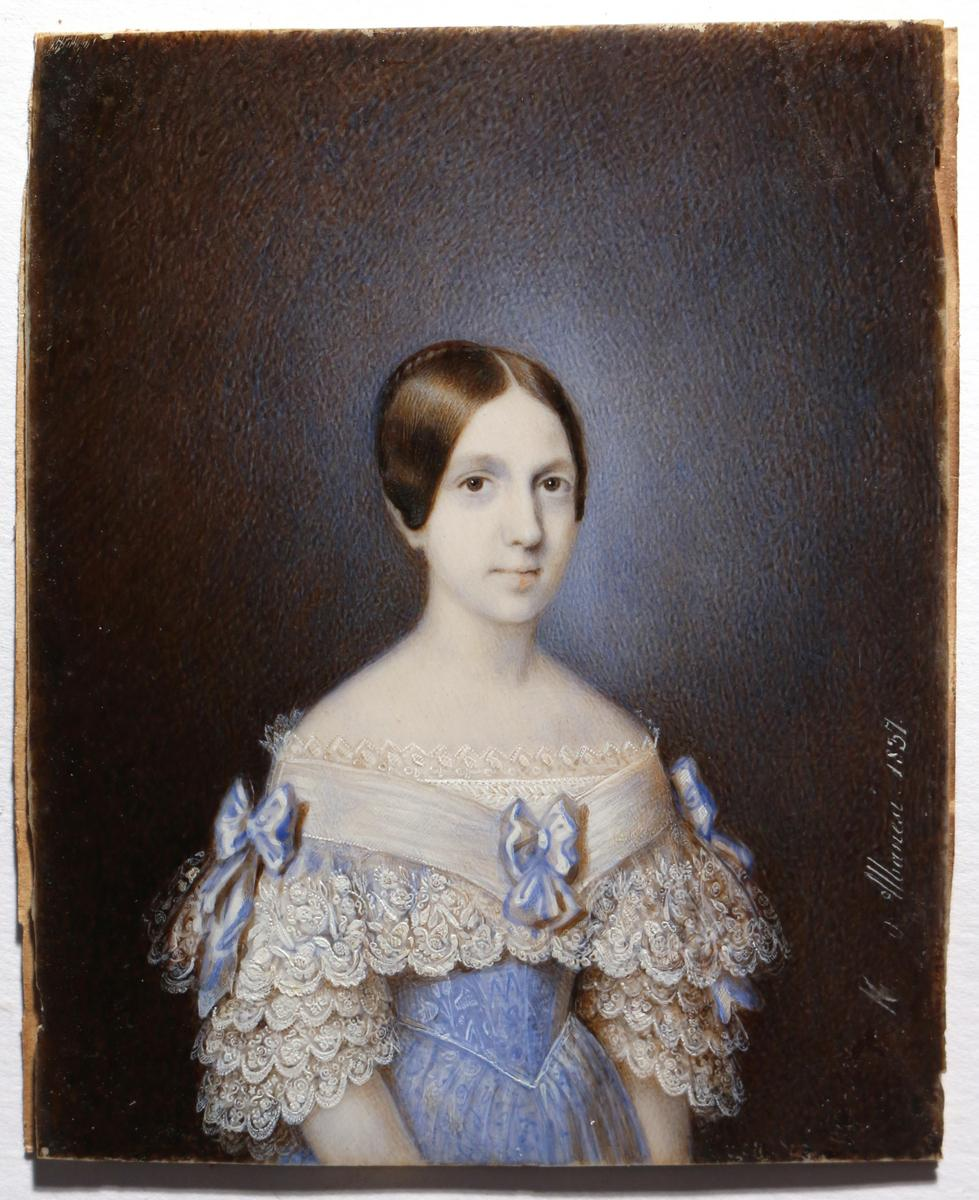
Teresa Cristina, quando princesa, por Michele Albanesi, 1837.

Teresa Cristina nasceu no dia 14 de março de 1822 no Palácio Real em Nápoles, Duas Sicílias. Era a décima segunda filha, a sétima menina, do então Duque de Calábria, Francisco, que três anos depois tornou-se o rei Francisco I das Duas Sicílias. Pertencia à Casa de Bourbon-Duas Sicílias através de seu pai, do ramo italiano da Casa de Bourbon. Era descendente do rei Luís XIV da França na linhagem masculina, através de seu neto o rei Filipe V da Espanha.
A mãe de Teresa Cristina era a infanta Maria Isabel de Bourbon, filha do rei Carlos IV de Espanha e uma das cinco irmãs mais novas de D. Carlota Joaquina, esposa do rei D. João VI de Portugal, avô paterno de seu marido. Por isso, Teresa Cristina era prima direta de D. Pedro I e prima em primeiro grau e meio de seu futuro esposo, D. Pedro II do Brasil, ou seja o Imperador do Brasil era seu primo-sobrinho, eles estavam ligados por estreitos laços familiares, então foi apresentado ao Papa Gregório XVI um pedido de dispensa especial, para poder finalizar o acordo matrimonial consanguíneo, obtida a dispensa, foi organizado o Casamento por procuração, no 30 de maio de 1843, em Nápoles.
Seu pai morreu em 1830, diz-se que sua mãe a negligenciou depois de se ter casado em 1839 com o jovem oficial Francesco, Conde de Balzo de Duchi de Presenzano.
A historiografia conta que Teresa Cristina foi educada em isolamento, em num ambiente de superstição religiosa, intolerância e conservadorismo. Há descrições sobre ela evidenciando uma personalidade tímida e suave, ao contrário de seu implacável pai e de sua mãe impulsiva. Foi descrita como sendo um pouco apagada, tendo-se acostumado a ficar satisfeita com qualquer circunstância que viesse a encontrar.
Alguns historiadores mais recentes tiveram uma visão modificada tanto da corte napolitana, como um regime reacionário e até da passividade de Teresa Cristina. O historiador Aniello Angelo Avella afirma que a interpretação difamada dos Bourbon de Nápoles tem suas origens nas perspectivas geradas no século XIX depois da conquista das Duas Sicílias pelo Reino da Sardenha em 1861, durante a unificação italiana. É revelado em suas cartas pessoais que ela tinha um temperamento forte.
De acordo com Avella, Teresa Cristina não era uma mulher submissa e sim uma pessoa respeitadora do papel imposto pela ética e pelos valores da época.

### Casamento
Vincenzo Ramírez, embaixador das Duas Sicílias no Império Austríaco, se reuniu em Viena no início da década de 1840 com Bento da Silva Lisboa, 2.º Barão de Cairu, o enviado brasileiro encarregado de encontrar uma esposa para o jovem imperador D. Pedro II do Brasil. Até então, todas as casas reais procuradas mostraram-se reticentes já que temiam que Pedro II fosse desenvolver uma personalidade semelhante a de seu pai D. Pedro I, conhecido por sua inconsistência e por ter várias amantes. Ramírez não deu muita importância para a reputação do monarca e propôs a mão de Teresa Cristina ao imperador. Por fazer parte de uma família grande, e assim capaz apenas de um dote, as perspectivas de casar a princesa com o imperador não podiam ser postas de lado tão facilmente.

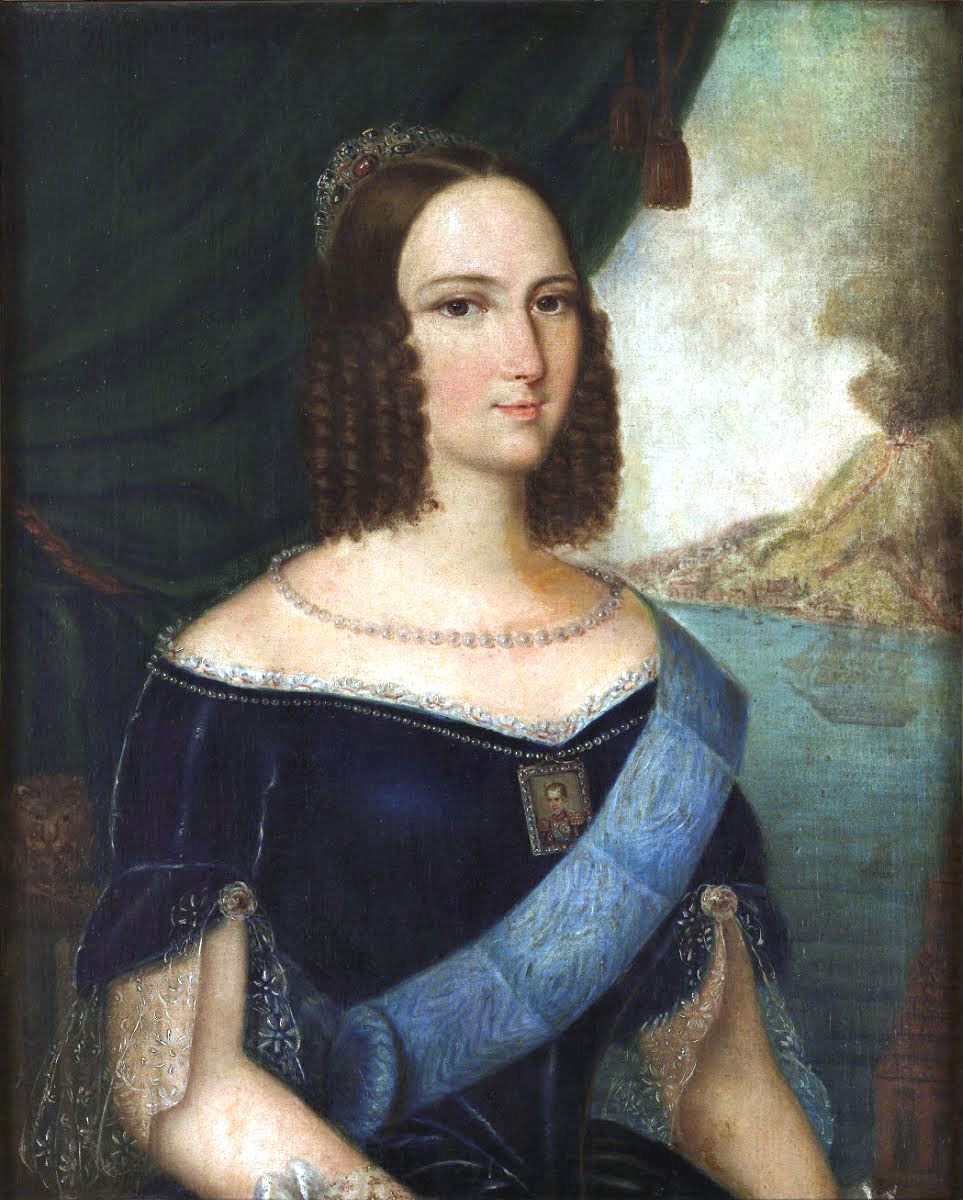
Teresa Cristina por José Correia de Lima, c. 1843. Aparentemente este retrato atraiu D. Pedro e o fez aceitar o casamento.

Foi enviado a Pedro um retrato que muito embelezava a princesa, fazendo com que ele aceitasse a proposta. Na verdade, quando o retrato é enviado, o casamento já havia sido fechado e a narrativa maledicente, no intuito de desrespeitar a imagem da última Imperatriz, insiste como se Pedro II houvesse sido enganado. De acordo com o historiador James McMurtry Longo, a pessoa no retrato não era Teresa Cristina. Um casamento por procuração foi realizado em Nápoles no dia 30 de maio de 1843, na verdade o casamento foi realizado em 1842, em que o imperador foi representado pelo príncipe Leopoldo, Conde de Siracusa e irmão da noiva. Uma frota brasileira formada por uma fragata e duas corvetas partiu em 3 de março para as Duas Sicílias a fim de trazer a nova imperatriz até o Brasil. Ela chegou ao Rio de Janeiro em 3 de setembro. Pedro imediatamente correu para dentro do navio para receber a esposa. A multidão reunida aplaudiu esse gesto e canhões dispararam saudações. Teresa Cristina se apaixonou à primeira vista por seu marido.

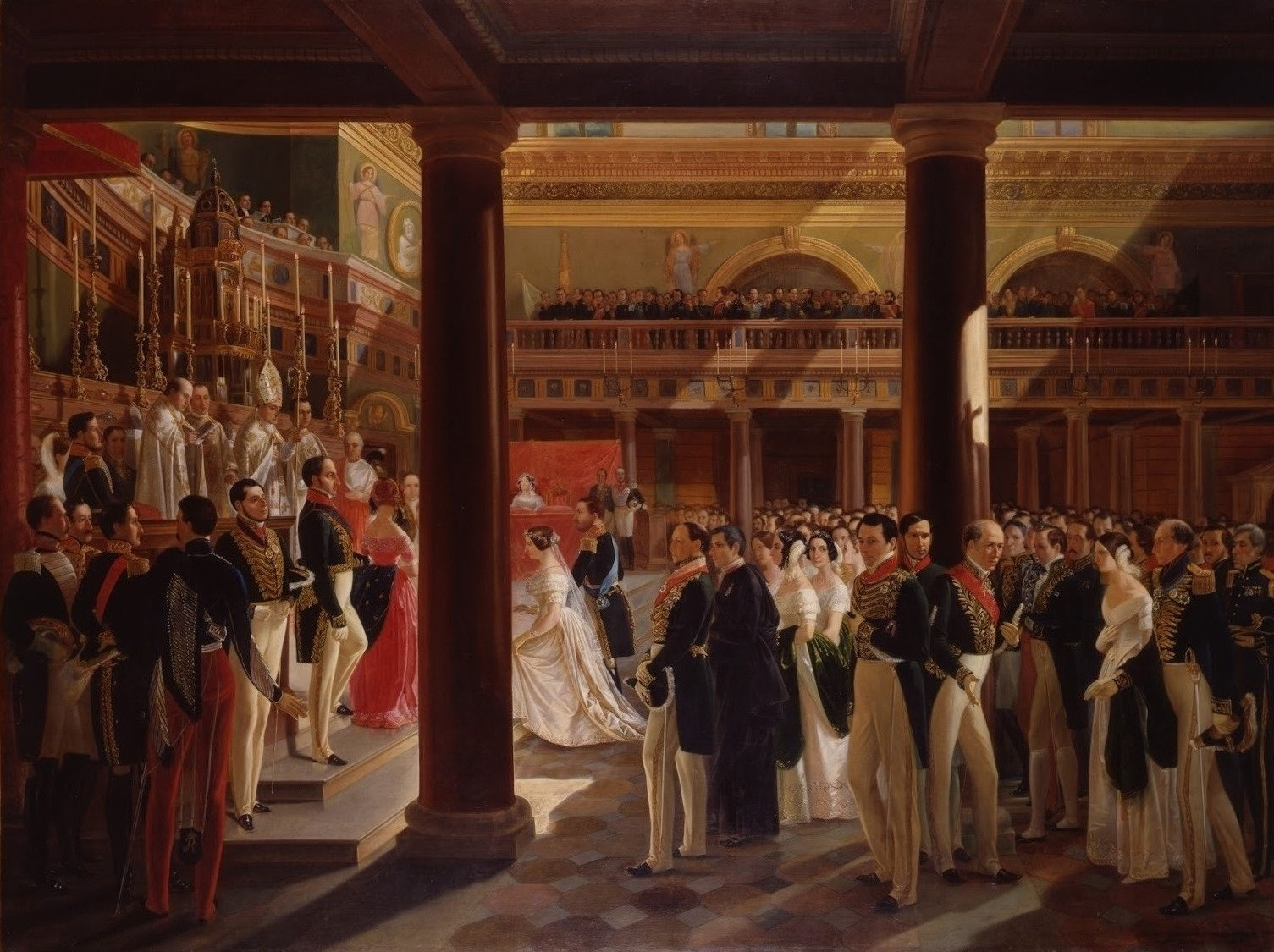
Casamento por procuração da imperatriz d. Teresa Cristina (1822-1889), filha do rei Francisco I das Duas Sicílias e da infanta Maria Isabel da Espanha.

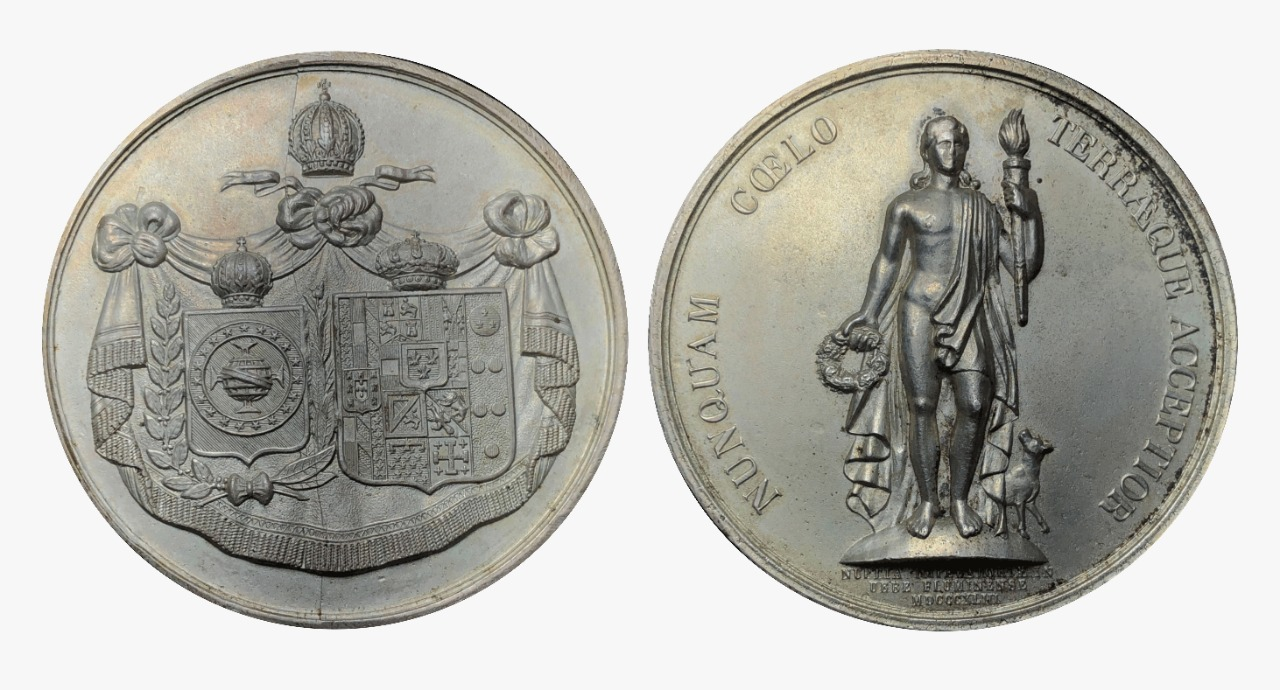
Medalha comemorativa do casamento feita por Zéphyrin Ferrez, 1843.

Pedro, então com dezessete anos, ficou claramente muito desapontado. Suas primeiras impressões eram apenas de seus defeitos físicos e também o quanto sua aparência era diferente do retrato que haviam lhe enviado. Fisicamente ela tinha cabelos e olhos castanho escuro, era baixa, levemente acima do peso, andava mancando visivelmente e, apesar de não ser feia, era tampouco bonita. De acordo com o historiador Pedro Calmon, Teresa Cristina não era manca, porém seu jeito estranho de andar era na verdade o resultado de pernas arqueadas que faziam com que ela se inclinasse para a esquerda e para a direita enquanto andava. Foram esmagadas as grandes expectativas de Pedro e ele deixou que seus sentimentos de revolta e rejeição aparecessem. Ele deixou o navio após um pequeno intervalo. Ela percebeu a desilusão do marido e começou a chorar, lamentando que "o imperador não gostou de mim!". A rejeição foi tão grande que ela pensou em se jogar no mar, e o evento tão traumático que ficou gravado em sua memória.
Depois de se recuperar do primeiro encontro com Pedro, Teresa Cristina ficou decidida a fazer o possível para melhorar sua situação, escrevendo à família: "Sei que minha aparência é diferente da que havia sido anunciada. Farei todo o possível para viver de tal maneira que nada leve ao engano de meu caráter. Minha ambição será parecida à de Maria Leopoldina da Áustria, mãe de meu marido, e serei brasileira de coração em tudo que fizer". Apesar de um casamento por procuração já ter sido realizado, um extravagante casamento de estado ocorreu em 4 de setembro na Capela Real do Rio de Janeiro.
Os brasileiros esperavam com ansiedade notícias de uma gravidez da imperatriz. Meses se passaram e Teresa Cristina permaneceu sem engravidar, levando a rumores sobre o motivo, dentre os quais um que dizia que o imperador era impotente. A verdade era que Pedro ainda sentia aversão pela esposa e não tinha nenhum desejo em consumar a união. Pela rejeição do marido, a imperatriz pediu permissão para voltar às Duas Sicílias. O imperador finalmente consentiu em ter relações sexuais com ela depois de ficar comovido por sua dor. Mesmo assim, sua atitude com ela inicialmente ainda se manteve fria.
Apesar do casamento ter começado de maneira ruim, Teresa Cristina sempre se esforçou para ser uma boa esposa. Sua constância para cumprir o seu dever e o eventual nascimento de filhos acabaram amolecendo a atitude de Pedro. Os dois descobriram interesses em comum, e suas preocupações e alegrias com os filhos acabaram criando um sentimento de felicidade familiar. Ao todo, a imperatriz deu à luz quatro filhos: D. Afonso Pedro em fevereiro de 1845, D. Isabel em julho de 1846, D. Leopoldina em julho de 1847 e D. Pedro Afonso em julho de 1848.

## Imperatriz consorte

### Vida doméstica

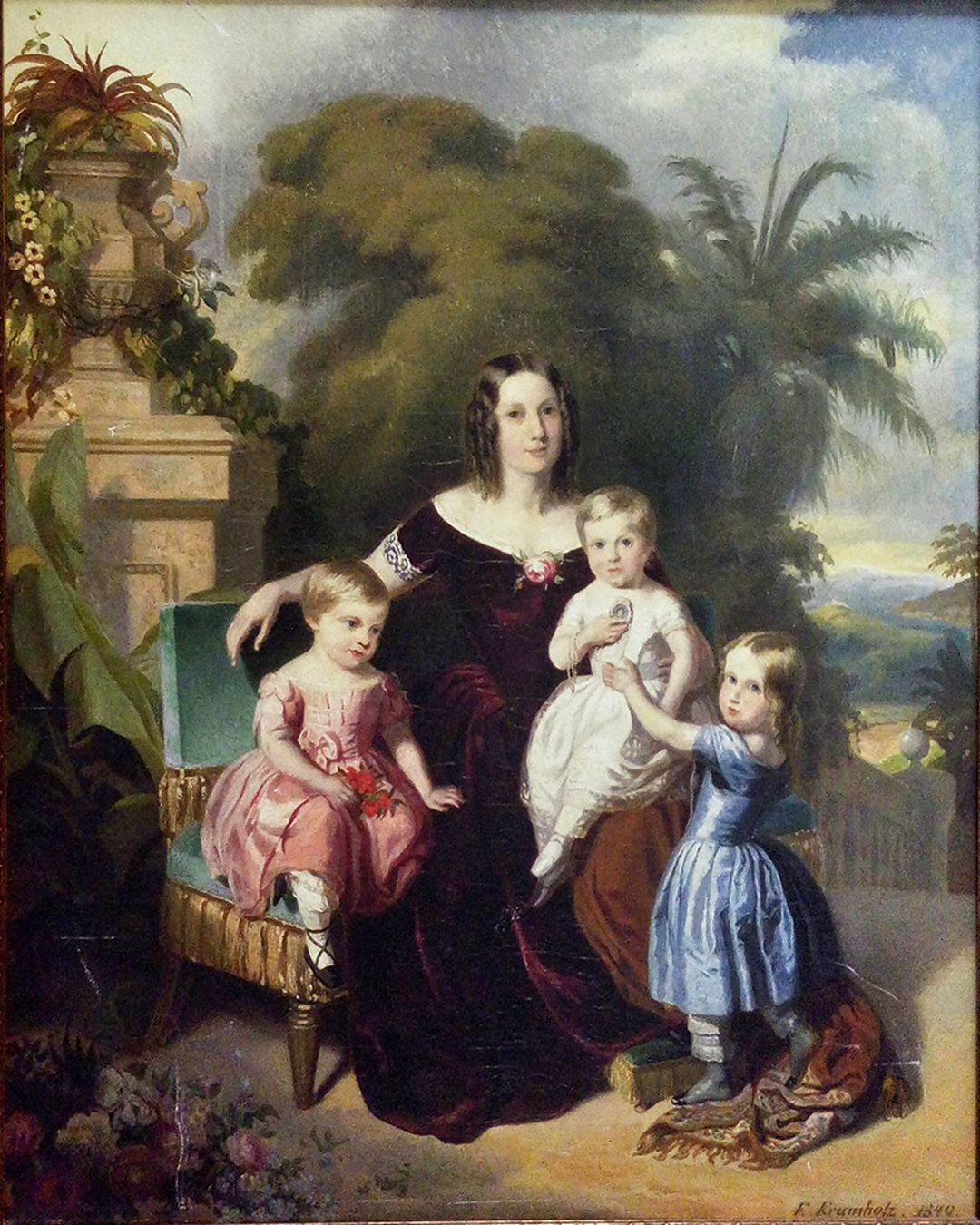
Teresa Cristina e seus três filhos Isabel, Leopoldina e Pedro Afonso em 1849, por Ferdinand Krumholz.

Teresa Cristina tornou-se uma parte vital da família e da Corte. Nunca preencheu o papel de amante romântica ou parceira intelectual, no entanto, a sua devoção ao imperador permaneceu firme, mesmo temendo ser suplantada. Sempre apareceu em público com o marido, que sempre a tratou com respeito e consideração. A imperatriz não foi rejeitada nem desprezada, porém a relação dos dois mudou. Com o tempo Pedro ficou mais maduro e seguro de si, afirmando sua força de caráter e poder, deixando de temer conspirações e aprendendo a discernir quando estava sendo manipulado passou a tratá-la mais como uma amiga íntima e companheira do que como esposa.
A visão há muito difundida é que a imperatriz aceitou o papel circunscrito que lhe foi dado, o dever e o propósito estavam ligados a sua posição de imperatriz. Na sua correspondência particular verifica-se que podia ter um temperamento forte, e algumas vezes entrou em conflito com Pedro, tinha uma vida própria, embora restrita. Teresa Cristina afirmou numa carta datada de 2 de maio de 1845: "Não vejo a hora de te abraçar novamente, bom Pedro, e pedir-te perdão por tudo o que te fiz nestes dias", noutra carta de 24 de janeiro de 1851, reconhece o seu temperamento "difícil", "Não estou irritada contigo [Pedro] deves perdoar este meu caráter". A sua filha Leopoldina descreveu-a, numa carta, como "dominadora", dizendo, "A mãe gosta tudo como ela quer, apesar do Evangelho dizer que a mulher deve submissão ao marido".
As suas amizades resumiam-se às suas damas-de-companhia, particularmente D. Josefina da Fonseca Costa. Os seus criados gostavam dela, era boa juíza de caráter dos visitantes e cortesãos, além de uma mãe e avó despretensiosa, generosa, bondosa e afetuosa.

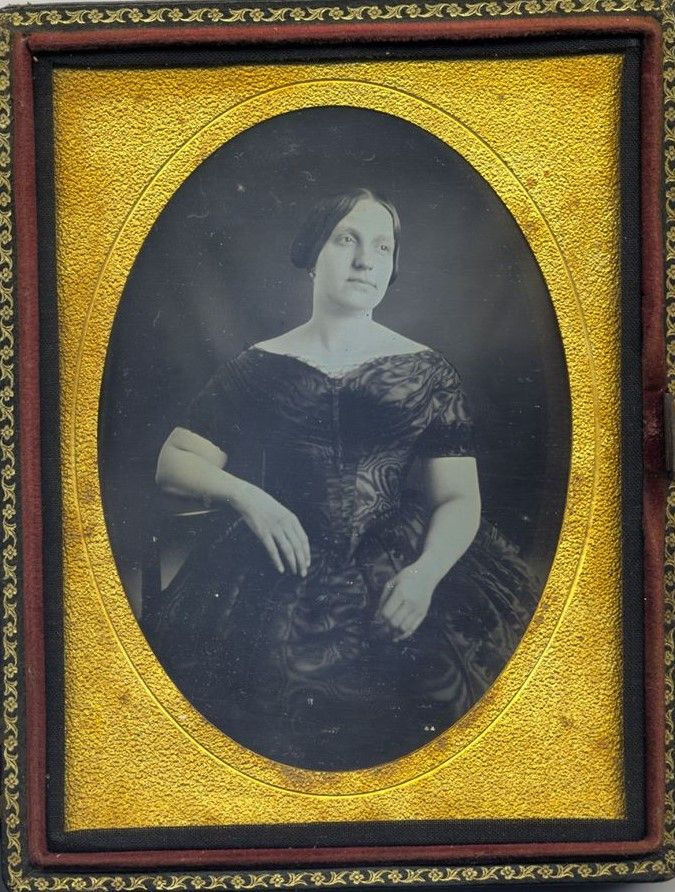
A Jovem imperatriz em um Daguerreótipo.

Vestia-se e agia com moderação, usando joias apenas em ocasiões de estado, por vezes passando a impressão de ser uma pessoa triste. Teresa Cristina não tinha interesse em política, ocupava o seu tempo escrevendo cartas, lendo, fazendo bordados e comparecendo a obrigações religiosas e projetos de caridade. Tinha uma voz bonita e praticava canto regularmente, a sua apreciação por música fazia com que gostasse de ópera e de bailes.

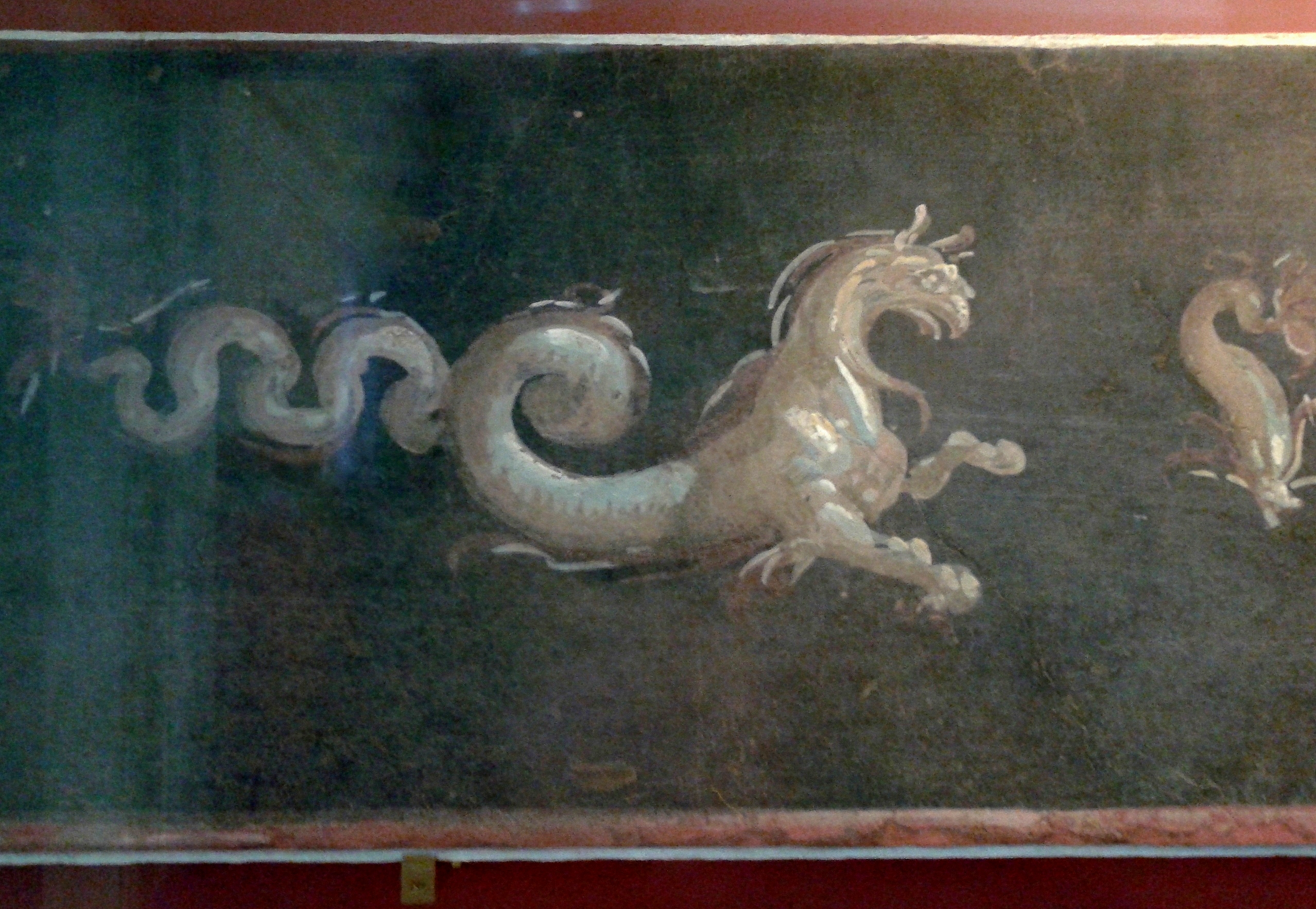
Afresco de Pompéia, parte da Coleção de Teresa Cristina, acervo do Museu Nacional.

Não lhe faltavam interesses intelectuais, desenvolveu uma paixão pelas artes e ciências, particularmente em arqueologia. Teresa Cristina começou a reunir uma coleção de artefatos arqueológicos dos primórdios do Brasil, trocando outras centenas com seu irmão o rei Fernando II das Duas Sicílias. Patrocinou estudos arqueológicos e escavações em sua terra natal e muitos dos artefatos encontrados, datados dos períodos dos etruscos e da Roma Antiga, foram trazidos para o Brasil. No seu tempo livre dedicava-se, principalmente, à arte dos mosaicos, que pessoalmente usou na decoração de fontes, bancos e muros do Jardim das Princesas no Palácio de São Cristóvão. A imperatriz também ajudou a recrutar médicos, professores, engenheiros, farmacêuticos, enfermeiras, artistas, artesãos e trabalhadores italianos qualificados com o objectivo de melhorar a educação e a saúde pública dos brasileiros.

### Condessa de Barral

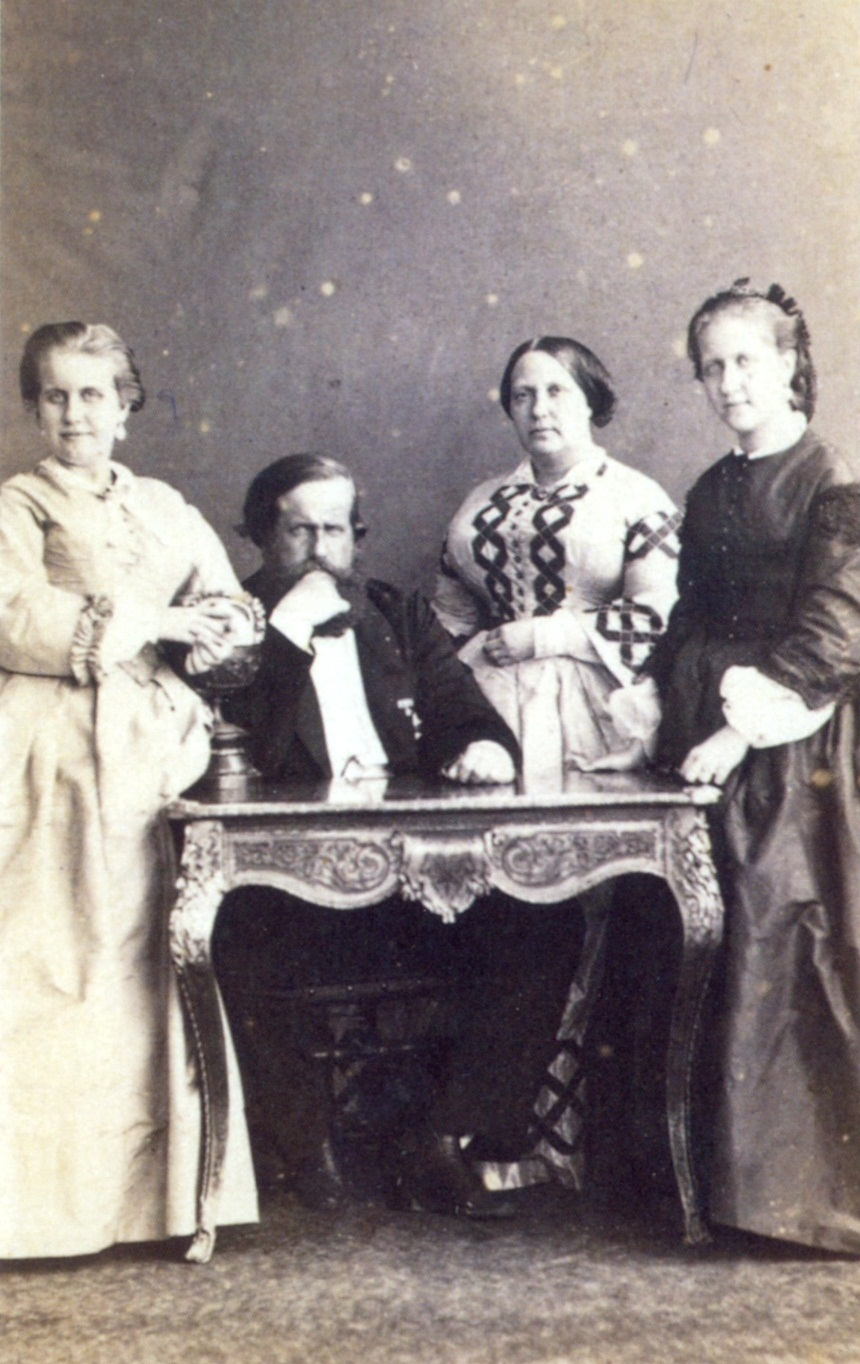
Leopoldina, Pedro, Teresa Cristina e Isabel c. 1863, por Joaquim José Insley Pacheco.

Havia um laço emocional entre Pedro e Teresa Cristina baseado na família, no respeito mútuo e nos afetos. A imperatriz era uma esposa obediente, sempre apoiou as decisões do imperador. O casal sofreu uma dor enorme com a morte de seu filho mais velho Afonso Pedro em junho de 1847.
O Príncipe estava a brincar na biblioteca do Palácio de São Cristóvão quando começou a sofrer de convulsões, morrendo pouco depois. Foi um choque muito grande para Teresa Cristina que temeu pela sua saúde, já que estava grávida da princesa Leopoldina e daria à luz em um mês. Outra tragédia veio com a morte do segundo filho, Pedro Afonso, em janeiro de 1850. Com o falecimento dos dois meninos, o Brasil tinha duas mulheres como herdeiras e, apesar do império não seguir a lei sálica, criou-se um problema de sucessão já que Pedro e Teresa Cristina acreditavam que apenas um homem poderia comandar o país (mais tarde, ficaria provado que não era assim), uma situação que piorou, já que a imperatriz nunca mais engravidou, ficaram as duas princesas.
Um dos motivos, prováveis, para ela nunca mais ter engravidado, era o fato de que o imperador ter ficado atraído e interessado por outras mulheres. Teresa Cristina nunca se manifestou sobre as questões dos relacionamentos extraconjugais do marido. Em troca, era tratada com enorme respeito e sua posição na corte nunca foi ameaçada ou questionada.

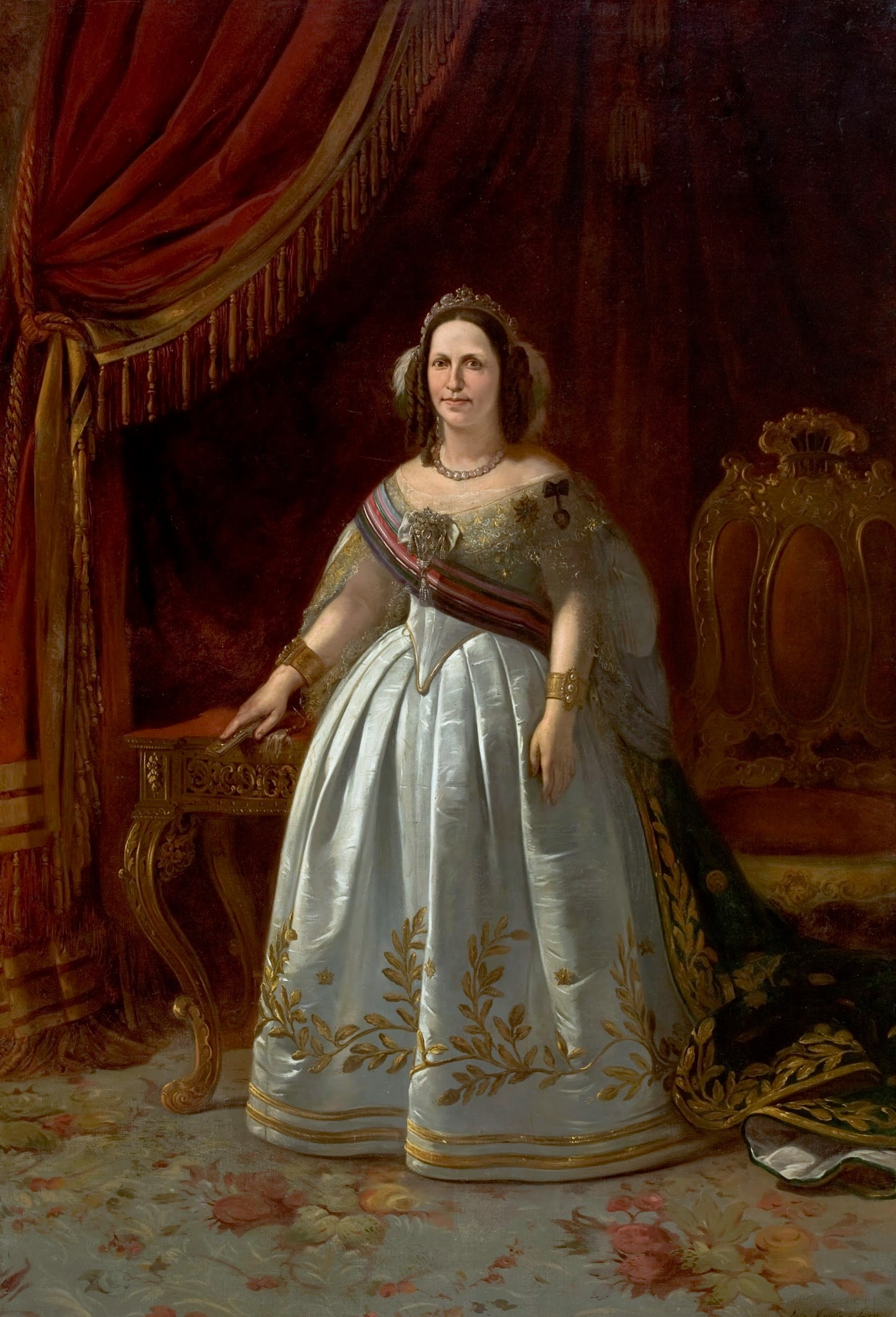
A imperatriz D. Tereza Cristina em vestes de gala, por Victor Meirelles.

Entretanto, foi ficando cada vez mais difícil ignorar as infidelidades de Pedro, que eram escondidas do público, mas nem sempre da imperatriz, principalmente depois dele ter nomeado em 9 de novembro de 1856 uma aia para suas filhas. A pessoa escolhida foi Luísa Margarida de Barros, Condessa de Barral, a esposa brasileira de um nobre francês. A Condessa de Barral tinha todas as características que o imperador admirava nas mulheres: era charmosa, vivaz, elegante, sofisticada, culta e confiante. Encarregada da educação e dos cuidados das jovens princesas, capturou os corações de Pedro e Isabel. a princesa Leopoldina não foi conquistada, não gostava da condessa. Apesar da condessa "não ter escapado dos abraços de D. Pedro II", certamente evitou a sua cama.
Mesmo assim, a paixão do imperador pela condessa às vezes colocava a imperatriz em situações embaraçosas, como quando Leopoldina ingenuamente perguntou à mãe por que o pai ficava acariciando os pés de Barral durante as aulas. A intimidade cada vez maior da condessa com seu marido e filha foi dolorosa e vexatória para Teresa Cristina. Apesar de fingir ignorar a situação, não passou despercebida. O historiador Tobias Monteiro escreveu que a imperatriz "não conseguia dissimular que detestava Barral".
Quando as filhas cresceram Teresa Cristina conseguiu-se livrar da presença da condessa. Sem ter motivos para permanecer na corte, a condessa deixou o Brasil em março de 1865 e voltou para a França com o marido. Entretanto, a relação dela com Pedro continuou de maneira epistolar e isso ainda alimentou os ciúmes da imperatriz, que sempre amou o marido apesar de tudo.

## Últimos anos

### Fim do império

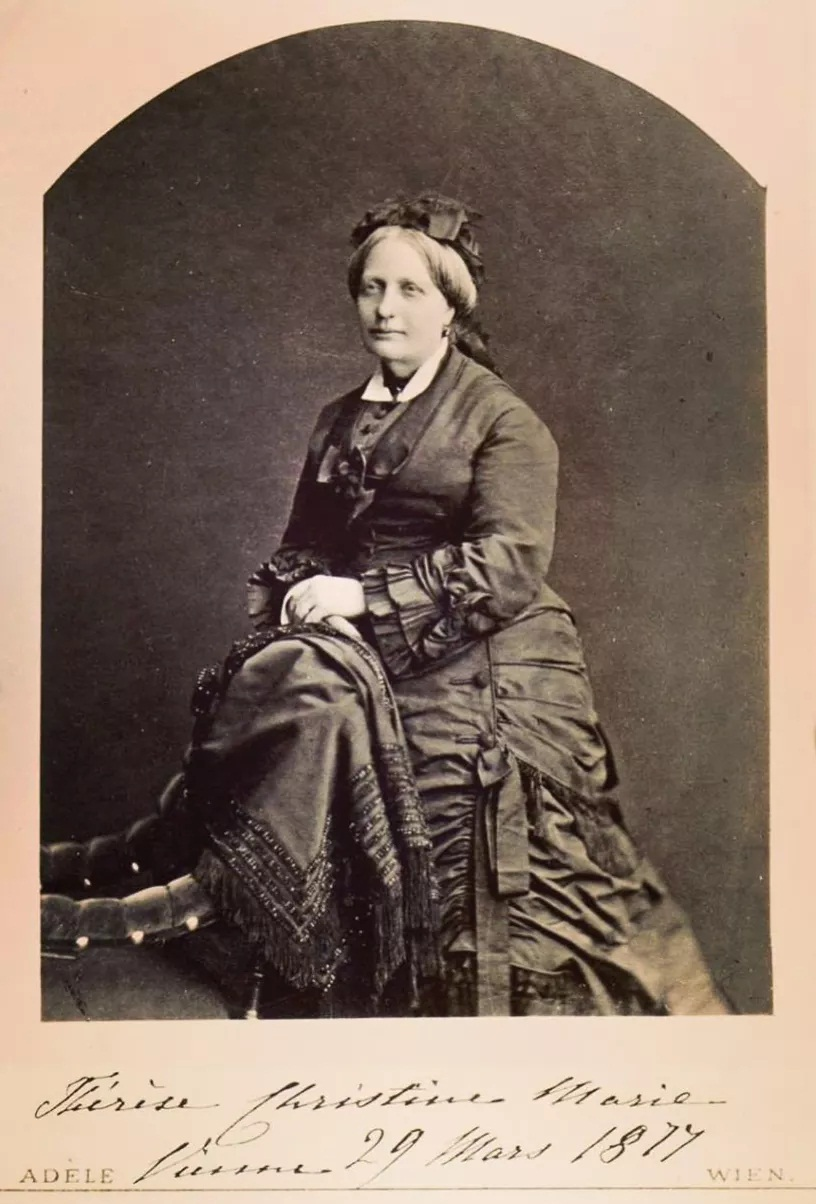
Teresa Cristina em março de 1877 por Adele Perlmutter-Heilperin.

Quando as filhas chegaram à idade de casar, Pedro começou a procurar os maridos para as filhas a fim de assegurar a sucessão imperial. Depois de avaliar vários candidatos e consultar a sua irmã a princesa D. Francisca de Bragança e o cunhado Francisco, Príncipe de Joinville, o imperador escolheu os netos do rei Luís Filipe I da França: os príncipes Gastão, Conde d'Eu, e Luís Augusto de Saxe-Coburgo-Gota. Os dois viajaram até o Rio de Janeiro onde se casaram em 1864 com as princesas Isabel e Leopoldina, respectivamente. Elas pouco depois deixaram de viver com os pais para formar sua própria família, tendo Leopoldina ido viver com o marido na Europa.
Depois de ter dado à luz quatro filhos entre 1866 e 1870, Leopoldina morreu de febre tifoide em 7 de fevereiro de 1871, devastando novamente a pequena família imperial. Pedro decidiu viajar para a Europa a fim de "animar" a esposa e entre outros motivos (como o próprio colocou) visitar os netos, filhos de Leopoldina que viviam em Coburgo desde o seu nascimento. Isabel e Gastão ainda não tinham filhos, os filhos de Leopoldina e Luís Augusto eram os herdeiros presuntivos da coroa brasileira. Um acordo foi feito e Pedro e Teresa Cristina trouxeram para o Brasil, em 1872, as duas crianças mais velhas, Pedro Augusto e Augusto Leopoldo, com o objectivo de dar-lhes uma educação brasileira.

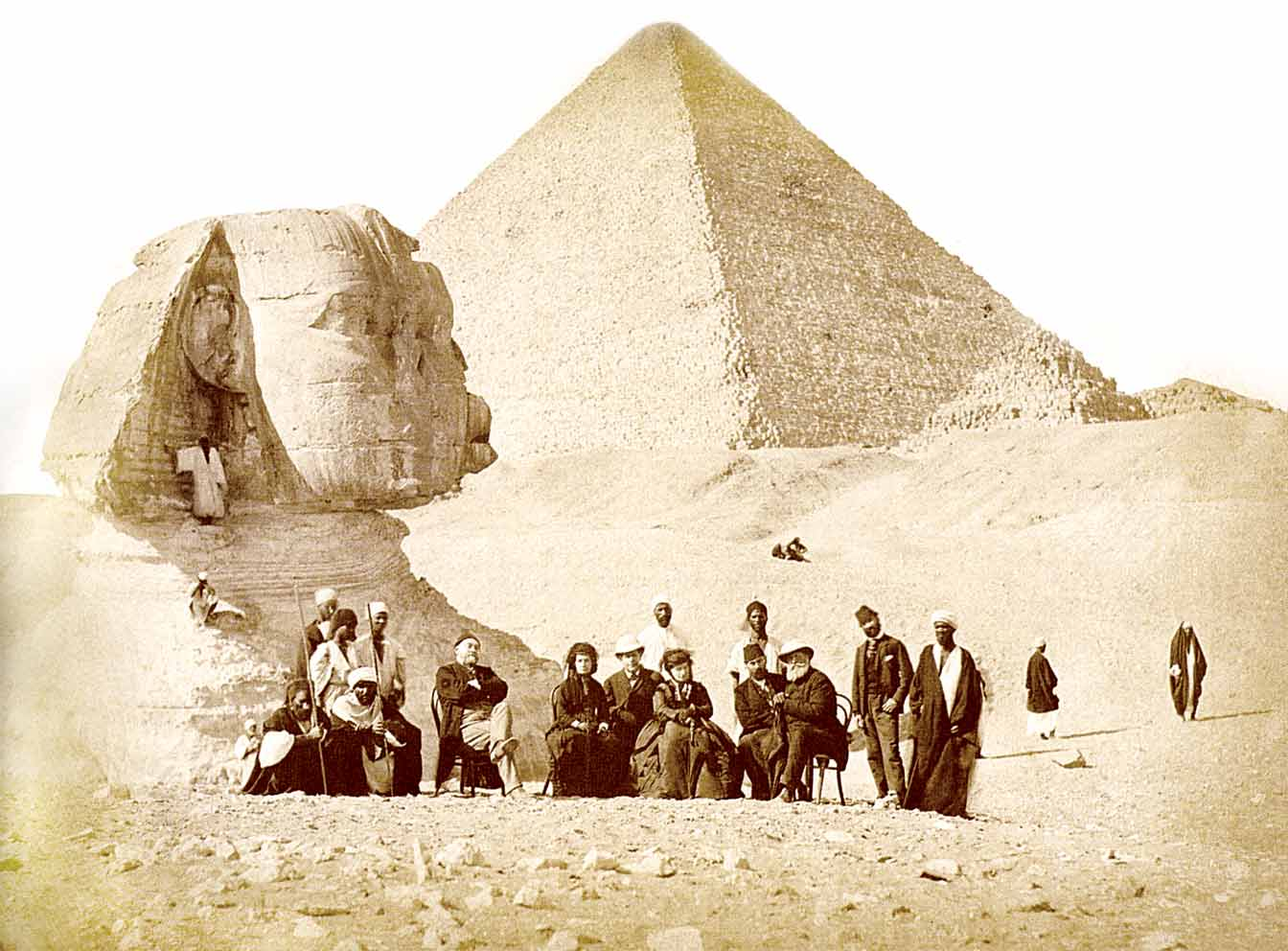
Teresa Cristina e Pedro II, visitando as Pirâmides e a Grande Esfinge de Gizé, no Egito, em 1871.

O casal imperial viajou para o exterior outras vezes em 1876 e entre 1886 e 1887, passando pela América do Norte, Europa e Oriente Médio. A imperatriz preferia sua vida ordinária no Brasil, "dedicando-se a família, devoções religiosas e trabalhos de caridade". Na realidade, visitar sua terra natal trouxe apenas memórias dolorosas. Sua família havia sido destronada em 1861 e o Reino das Duas Sicílias fora anexado àquilo que se tornaria o unificado Reino da Itália. Todos os que havia conhecido durante sua juventude em Nápoles haviam ido. Como escreveu em 1872: "Não sei dizer a impressão que eu tive em ver de novo, após 28 anos, a minha pátria e não encontrar as pessoas de quem gostava".
A imperatriz continuou a ser obstinada mesmo após anos de casamento. Pedro revelou em uma carta escrita a Condessa de Barral no início de 1881 que "A lembrança dos brincos que me fala, tem sido causa de muita briga de alguém [Teresa Cristina] que pensa ter tido eu culpa no desaparecimento deles". Seu genro Gastão escreveu uma carta contando como ela quebrou acidentalmente seu braço em outubro de 1885: "Na segunda-feira, dia 26, ao passar pela biblioteca quando ia jantar com o imperador que, como de costume, caminhava alguns passos à frente dela (e com quem, presumo pelo que ela nos contou, ela estava discutindo, como faz às vezes), prendeu o pé num fichário sob uma mesa e caiu de frente". Mesmo assim, Teresa Cristina amava incondicionalmente o marido, como demonstrou a sua aflição quando ele ficou doente no final de 1883.
A sua rotina doméstica tranquila terminou abruptamente quando uma facção do exército se rebelou e depôs Pedro em 15 de novembro de 1889, mandando que toda a família imperial deixasse o Brasil. Ao ouvir a ordem para partir, um oficial militar disse à imperatriz: "Resignação, minha senhora", por sua vez Teresa Cristina respondeu: "Sempre a tive, mas como não chorar tendo que deixar esta terra para sempre!". De acordo com o historiador Roderick J. Barman, os "eventos de 15 de novembro de 1889 causaram-lhe um impacto tanto emocional quanto físico". A imperatriz amava o Brasil e seu povo. Ela não desejava nada mais do que terminar seus dias na terra que fizera sua. Com 66 anos de idade e sofrendo de asma cardíaca e artrite, enfrentava agora a perspectiva de acompanhar o marido num incessante deslocamento pela Europa, passando seus últimos anos virtualmente sozinha em aposentos estranhos e desconfortáveis". Teresa Cristina esteve doente durante toda sua viagem até Lisboa, Portugal, chegando no dia 7 de dezembro.

### Morte

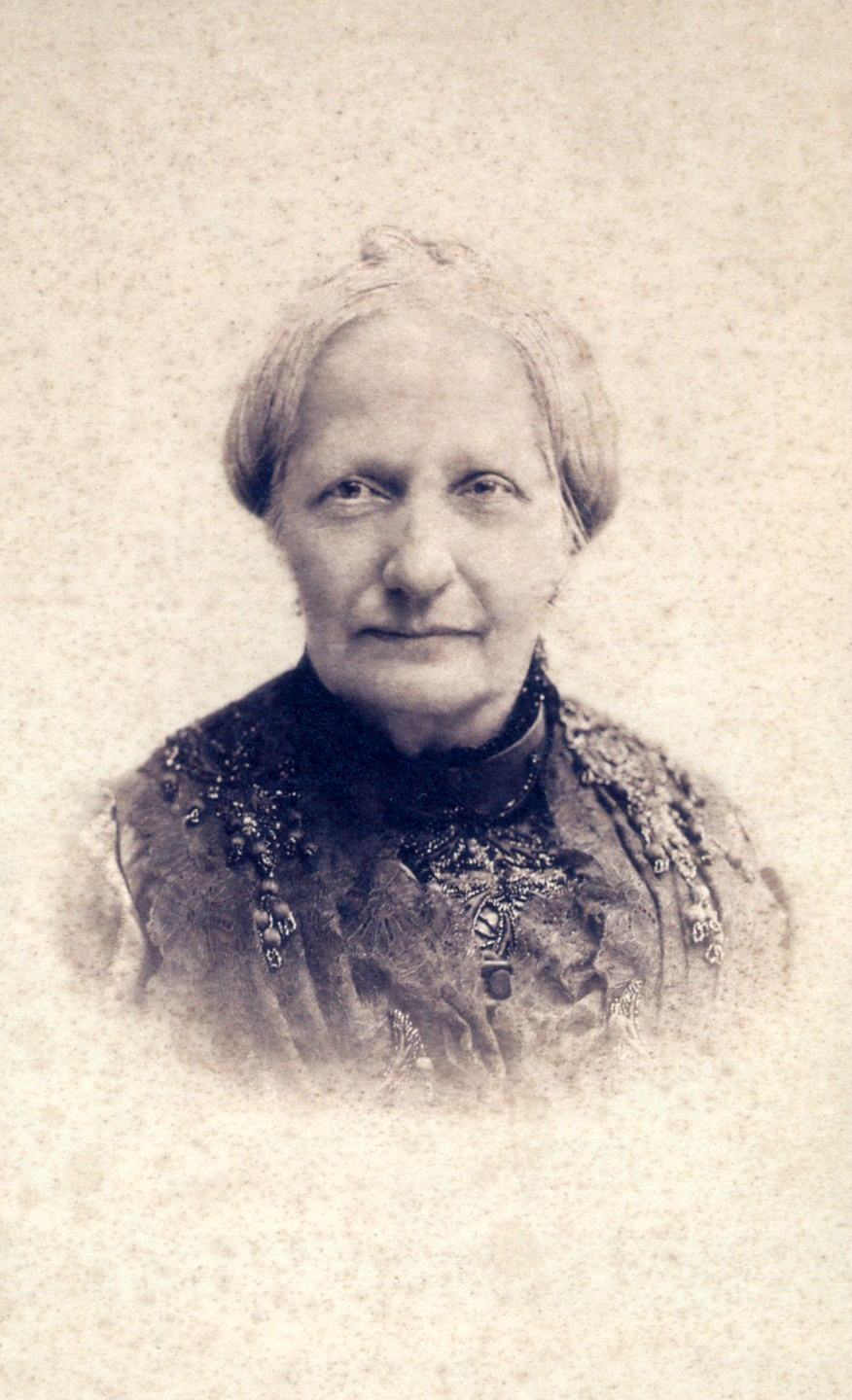
Teresa Cristina em 1888, com 66 anos, por Félix Nadar.

A chegada da família imperial a Lisboa coincidiu com as cerimônias de ascensão do rei D. Carlos I, e logo o governo português informou Pedro que a presença de um soberano deposto não era bem-vinda à capital naquele momento. Humilhados pela recepção, o imperador e a imperatriz foram para a cidade do Porto enquanto Isabel e seus filhos partiram para a Espanha.
A família imperial recebeu a 24 de dezembro a notícia oficial que haviam sido banidos para sempre do Brasil. Até aquele momento, fora pedido que eles partissem sem nenhuma indicação sobre quanto tempo teriam que ficar longe. A "notícia aniquilou a vontade de viver de D. Teresa Cristina". Pedro escreveu no seu diário, do dia 28 de dezembro: "Ouvindo a Imperatriz queixar-se fui ver o que era, está com frio e dor nas costas; mas não tem febre". Assim, o imperador saiu para passear pela cidade e visitar a biblioteca. A respiração de Teresa Cristina ficou cada vez mais pesada enquanto o dia passava e uma falha no seu sistema respiratório levou a uma paragem cardiorrespiratória às 14h daquele mesmo dia.
Em seu leito de morte, ela disse a Maria Isabel de Andrade Pinto, Baronesa de Japurá e cunhada de Joaquim Marques Lisboa, Marquês de Tamandaré: "Maria Isabel, não morro de doença. Morro de dor e de desgosto", as suas últimas palavras foram: "Sinto a ausência das minhas filhas e de meus netos. Não posso abençoar pela última vez o Brasil, terra linda … não posso lá voltar". As ruas do Porto encheram-se de pessoas que se reuniram para assistir a procissão fúnebre. O corpo de Teresa Cristina foi levado até a Igreja de São Vicente de Fora, perto de Lisboa e foi sepultada no Panteão dos Braganças, de acordo com o um pedido de Pedro. Ele morreu dois anos depois e foi enterrado a seu lado. Os restos mortais do casal foram posteriormente repatriados para o Brasil em 1921, sendo recebidos com grande pompa, e missas realizadas em memória dos imperadores. O imperador e a imperatriz foram sepultados na Catedral de S. Pedro de Alcântara, em Petrópolis, numa cerimônia em 1939, que teve a presença do presidente Getúlio Vargas.
As notícias de sua morte produziram um luto sincero no Brasil. O poeta e jornalista brasileiro Artur de Azevedo escreveu após sua morte sobre a visão geral tida sobre Teresa Cristina: "Eu nunca conversei com ela, porém sempre que passei ao seu lado respeitosamente tirei meu chapéu e me curvei, não para a Imperatriz, mas sim para a doce e honesta figura de uma burguesa pobre e quase humilde. Vi vários republicanos extremistas fazendo o mesmo". Ele continuou: "A ela chamaram de Mãe dos Brasileiros, e nós todos realmente lhe atribuímos uma espécie de veneração filial. Essa é a verdade".
Jornais do Brasil também comentaram a sua morte. A Gazeta de Notícias relatou: "O que foi esta santa senhora, não precisamos repeti-lo. Sabe-o todo o Brasil que no golpe que feriu profundo o imperador, lembrou-se de que era justa e universalmente proclamada a Mãe dos Brasileiros". O Jornal do Commercio escreveu: "Quarenta e seis anos viveu Dona Tereza Christina [sic] na pátria brasileira que sinceramente amava, e durante tão largo tempo nunca, em parte nenhuma deste vasto país, foi pronunciado o seu nome senão entre louvores e frases de reconhecimento", concluindo que: "Ao lado do esposo, que foi largo tempo chefe da Nação brasileira, sua influência não constou jamais que fizesse sentir senão para o bem".

## Legado

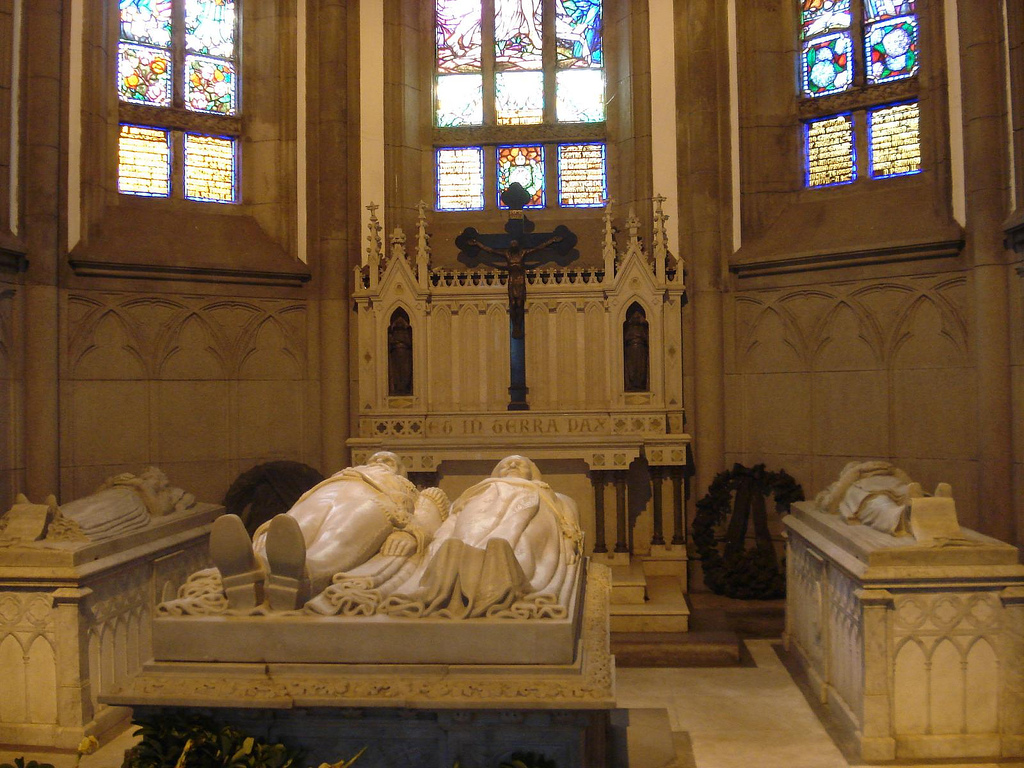
Tumbas de Pedro e Teresa Cristina. Nas pontas as tumbas da princesa Isabel (esquerda) e do Conde d'Eu (direita).

Apesar da aparente indiferença de Pedro para com Teresa Cristina no início do casamento, o imperador sofreu muito com sua morte. Segundo o historiador José Murilo de Carvalho: "mesmo com a decepção inicial que lhe causou a sua prometida, a falta de atracção por ela e as relações que teve com outras mulheres, mas, o  facto de terem vivido 46 anos juntos desenvolveu um forte sentimento de amizade, de afecto e de grande respeito por ela, sentimentos que sua morte trouxe à tona". Roderick J. Barman fez uma análise similar; segundo ele, apenas depois da morte da esposa é que Pedro "começou a apreciar sua atenção, sua amabilidade, sua abnegação e sua generosidade". Muitas vezes chamada de "minha santa" e considerada a mais virtuosa da relação, o imperador imaginava que seria no paraíso onde ela receberia o reconhecimento e as recompensas de tudo que ele não lhe havia conseguido dar em vida. Para Barman, a personalidade de santidade que Pedro conferiu a Teresa Cristina lhe assegurou o perdão por não tê-la tratado tão bem, além de lhe ter garantido uma protecção pela eternidade já que ela certamente interviria a seu favor.

Corda que estala em harpa mal tangida,
Assim te vás, oh doce companheira
Da fortuna e do exílio, verdadeira
Metade de minh'alma entristecida!

De augusto e velho tronco hastea partida
E transplantada em terra brazileira,
Lá te fizeste a sombra hospitaleira
Em que todo infortúnio achou guarida.

Feriu-te a ingratidão, no seu delírio;
Cahiste, e eu fico a sós, neste abandono,
Do seu sepulchro vacillante cirio!

Como foste feliz! Dorme o seu somno,
Mãe do povo, acabou-se o teu martyrio,
Filha de Reis, ganhaste um grande throno!

— D. Pedro II
Teresa Cristina recebeu pouca atenção na história brasileira. O historiador Aniello Angelo Avella disse que a imperatriz, apelidada durante a vida de "Mãe dos Brasileiros", é uma figura "totalmente desconhecida na Itália e pouco estudada no Brasil". Em sua opinião, as poucas fontes existentes a relegam como tendo vivido "à sombra do marido, dedicando-se à educação das filhas Isabel e Leopoldina, aos assuntos domésticos, à caridade". A imagem resultante "é a de uma mulher de limitada cultura, apagada, silenciosa, que compensa com a bondade e as virtudes do coração a falta de maiores encantos físicos". Essa é a visão que ficou consagrada na história e na imaginação popular, mesmo não sendo uma representação verdadeira da imperatriz, que era uma mulher de boa educação, (como era devido às filhas de reis) e voluntariosa de feitio e com interesses culturais que os fez valer no Brasil.
De acordo com o historiador Eli Behar, Teresa Cristina tornou-se notável "pela sua discrição, que a levou a manter-se afastada de qualquer movimento político, e por seu desvelo e caridade, que lhe valeram o cognome de 'Mãe dos Brasileiros'". Uma opinião parecida vem de Benedito Antunes, que afirma que ela "era amada pelos brasileiros, que a definiram, pela sua discrição, como a 'Imperatriz Silenciosa', e 'a Mãe dos Brasileiros'". O Imperador também elogiou a Imperatriz pelo patrocínio do desenvolvimento cultural e científico: ela "promoveu a cultura de várias maneiras, trazendo da Itália artistas, intelectuais, cientistas, botânicos, músicos, e assim contribuindo para o progresso e enriquecimento da vida cultural da nação". A historiadora Eugenia Zerbini comenta que o Brasil atualmente possui a maior coleção arqueológica da América Latina graças à Imperatriz Teresa Cristina.
Pedro doou, pouco antes de sua própria morte, muitas de suas possessões para o governo republicano brasileiro, que posteriormente foram divididas entre o Arquivo Nacional, o Museu Imperial, a Biblioteca Nacional e o Instituto Histórico e Geográfico Brasileiro. A sua única condição era que esta doação fosse nomeada em homenagem a sua falecida esposa, e assim hoje ela é conhecida como a "Coleção Teresa Cristina Maria". A coleção é registrada pela UNESCO como património da humanidade no Programa Memória do Mundo. Finalmente, Teresa Cristina é lembrada e homenageada no nome de várias cidades brasileiras, incluindo Teresópolis no Rio de Janeiro, Teresina no Piauí, Cristina em Minas Gerais e Imperatriz no Maranhão.

## Títulos e honras

### Títulos e estilos
- 14 de março de 1822 – 30 de maio de 1843: "Sua Alteza Real, a Princesa Teresa Cristina das Duas Sicílias"
- 30 de maio de 1843 – 15 de novembro de 1889: "Sua Majestade Imperial, a Imperatriz do Brasil"
- 15 de novembro de 1889 - 28 de dezembro de 1889: "Sua Majestade Imperial, a Imperatriz Teresa Cristina do Brasil"

### Honras
- Dignitária da Ordem das Damas Nobres da Espanha[82]
- Dignitária da Ordem Real de Santa Isabel[82]
- Insígnia da Ordem da Cruz Estrelada[82]
- Insígnia da Ordem de Santa Isabel[82]
- Grande Cruz da Ordem Equestre do Santo Sepulcro de Jerusalém[82]
- Grande Dama de Honra e Devoção da Ordem Soberana e Militar de Malta[82]

## Descendência

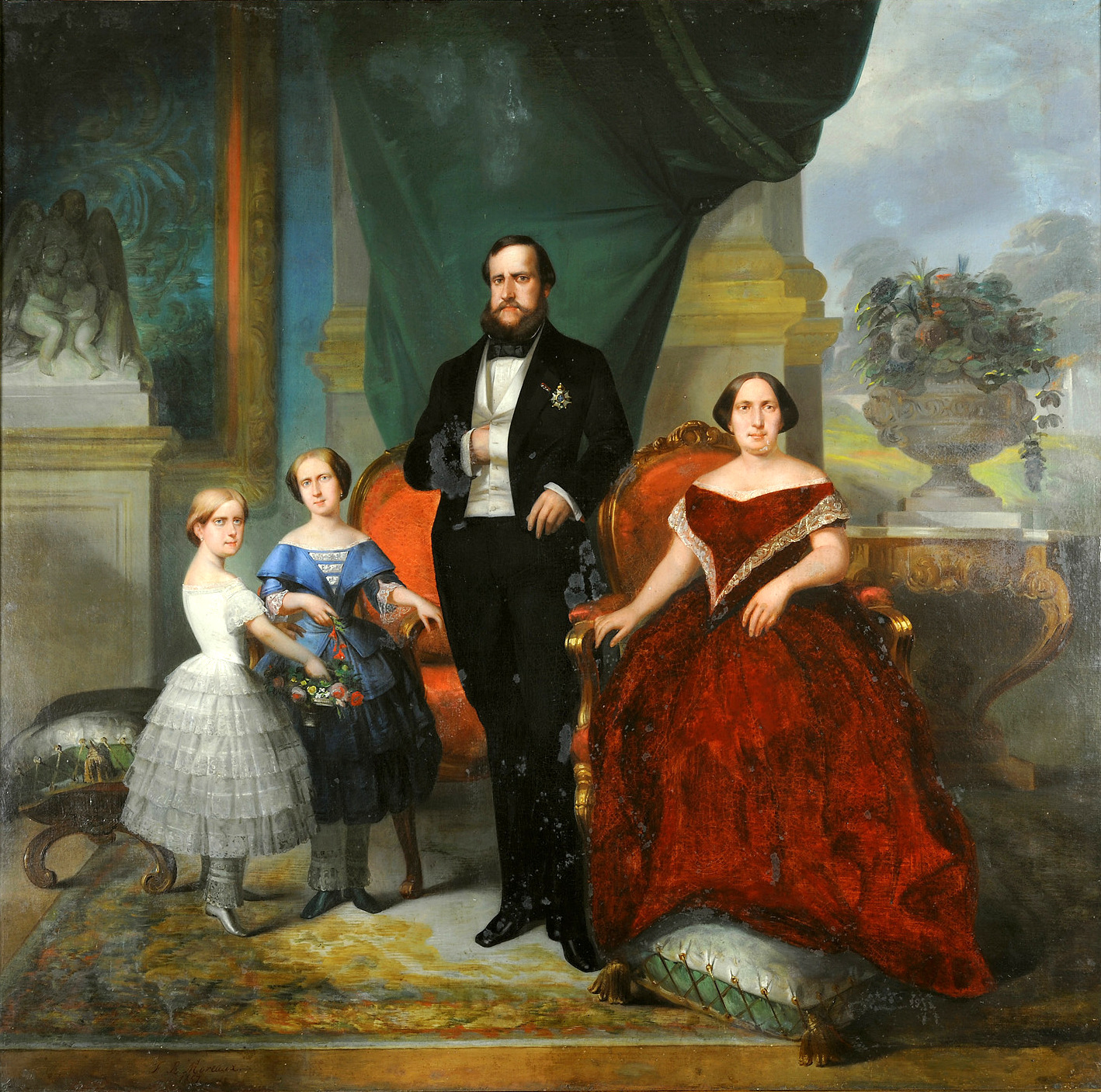
Família Imperial - O imperador D. Pedro II, sua esposa Teresa Cristina e suas filhas, princesas Isabel e Leopoldina, por François-René Moreaux, 1857. No Museu Imperial de Petrópolis.

| Imagem | Nome                            | Nascimento              | Morte                  | Notas |
| ------ | ------------------------------- | ----------------------- | ---------------------- | --- |
|        | Afonso Pedro, Príncipe Imperial | 23 de fevereiro de 1845 | 11 de junho de 1847    | Príncipe Imperial do Brasil de seu nascimento até sua morte.                                                           |
|        | Isabel, Princesa Imperial       | 29 de julho de 1846     | 14 de novembro de 1921 | Casou-se com Gastão de Orléans, Conde d'Eu, com descendência. Serviu como regente enquanto seu pai estava no exterior. |
|        | Princesa Leopoldina             | 13 de julho de 1847     | 7 de fevereiro de 1871 | Casou-se com Luís Augusto de Saxe-Coburgo-Gota, com descendência.                                                      |
|        | Pedro Afonso, Príncipe Imperial | 19 de julho de 1848     | 9 de janeiro de 1850   | Príncipe Imperial do Brasil de seu nascimento até sua morte.                                                           |